# Бызово (Тюменская область)
Бызово — село в Бызовском сельском поселении Упоровского района Тюменской области. Административный центр Бызовского сельского поселения.

## География
Расположено на левом берегу реки Тобола на автодороге Упорово- Суерка..

## История
Деревня Бызова впервые упоминается в 1749 году. 
Деревня Бызова расстояние от оного острога девять верст (Суерского) которая построена над речкою Тоболом. В ней имеетца дворового строения шесть дворов. Крестьян от 16 до 50 лет четыре человека. У них имеетца по объявлению их собственного огненного ружья у одного человека, а именно у Ефима Пахомова ружье винтовка 1. И при оной деревне городового строения надолб рогаток и рву не имеетца. Оная деревня состоит по сю сторону Тобола реки, не в пограничном месте и напред сего в той деревне от неприятельских людей никогда подбегов небывало. 
Бызов Федор пришел в деревню Голопупова с Урала в начале 1700-х годов, он является родоначальников Бызовых в Упоровском районе. Федора внук Федор Артемьевич основал деревню Бызово.
- Школа грамоты открылась в 1902 году, в ней обучалось 13 мальчиков, 6 девочек, раскольников: 14 мальчиков и 2 девочки.[4]
- В 1912 году в деревне были: школа грамоты, 10 ветряных мельниц, хлебозапасной магазин, торговая лавка, маслодельня, кузница, пожарная охрана.[4]
- В годы Великой Отечественной войны ушли на фронт 70 человек из них 29 человек не вернулись домой.[4]

Административно-территориальное деление
С 1749 года относилось к Суерской слободе, с 1796 г. входила в состав Суерской волости; в составе сельсоветов: с 1919 г. — Бызовского; с 1924 г. — Скородумского; с 30.12.1925 г.- Бызовского; 27.09.1956 г. — Суерского; 1961 г.- Бызовского; с 2005 г. -Бызовского сельского поселения.

## Население
| 1782 | 1816 | 1834 | 1858 | 1897 | 1989. | 2002 | 2010 |
| 95   | 161  | 182  | 296  | 386  | 592   | 529  | 572  |

## Транспорт
Расположена на автодороге Упорово-Суерка.
Расстояние до областного центра города Тюмени 147 км, районного центра села Упорово 5 км.

## Галерея

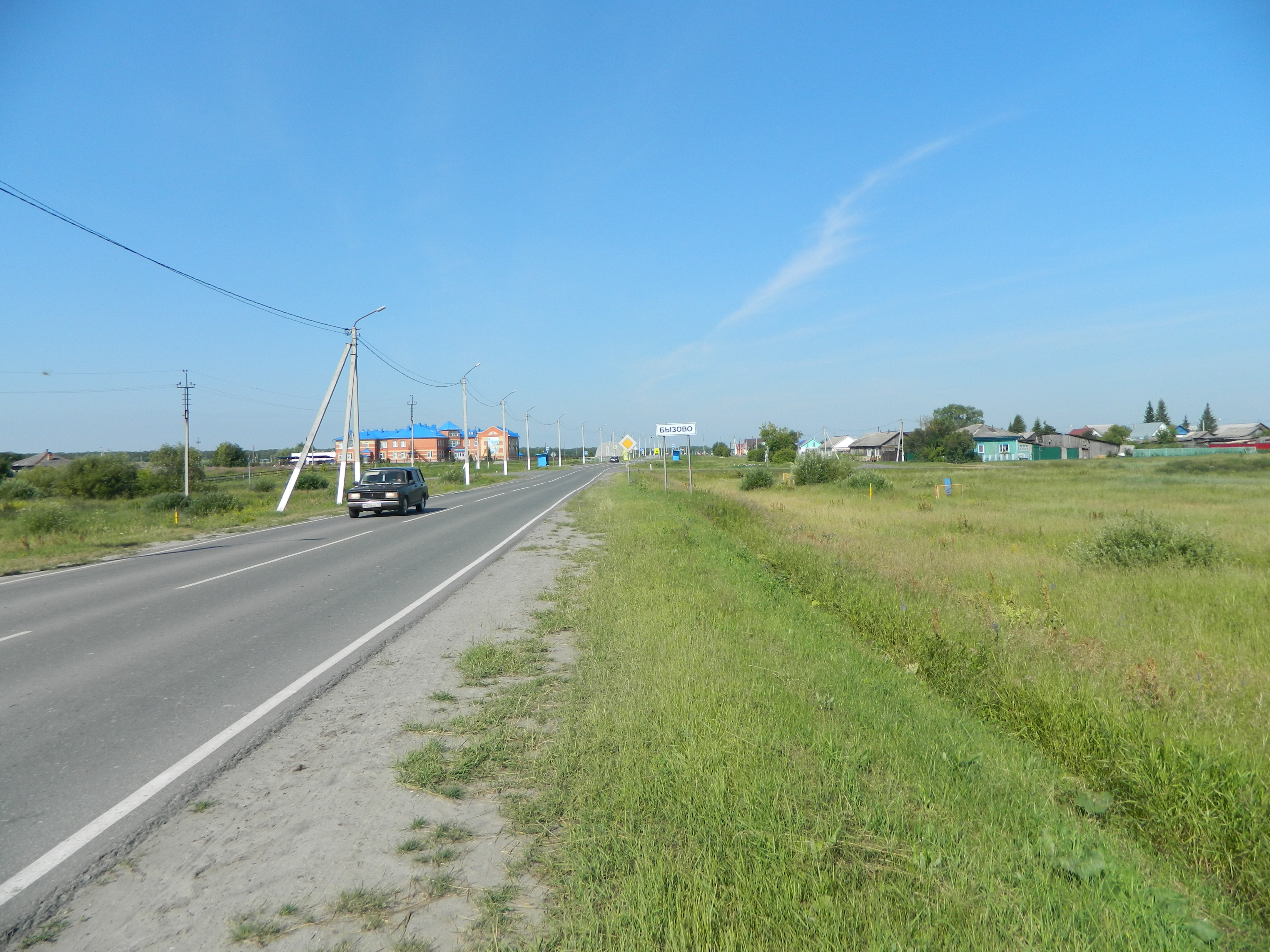
Въезд в с. Бызово
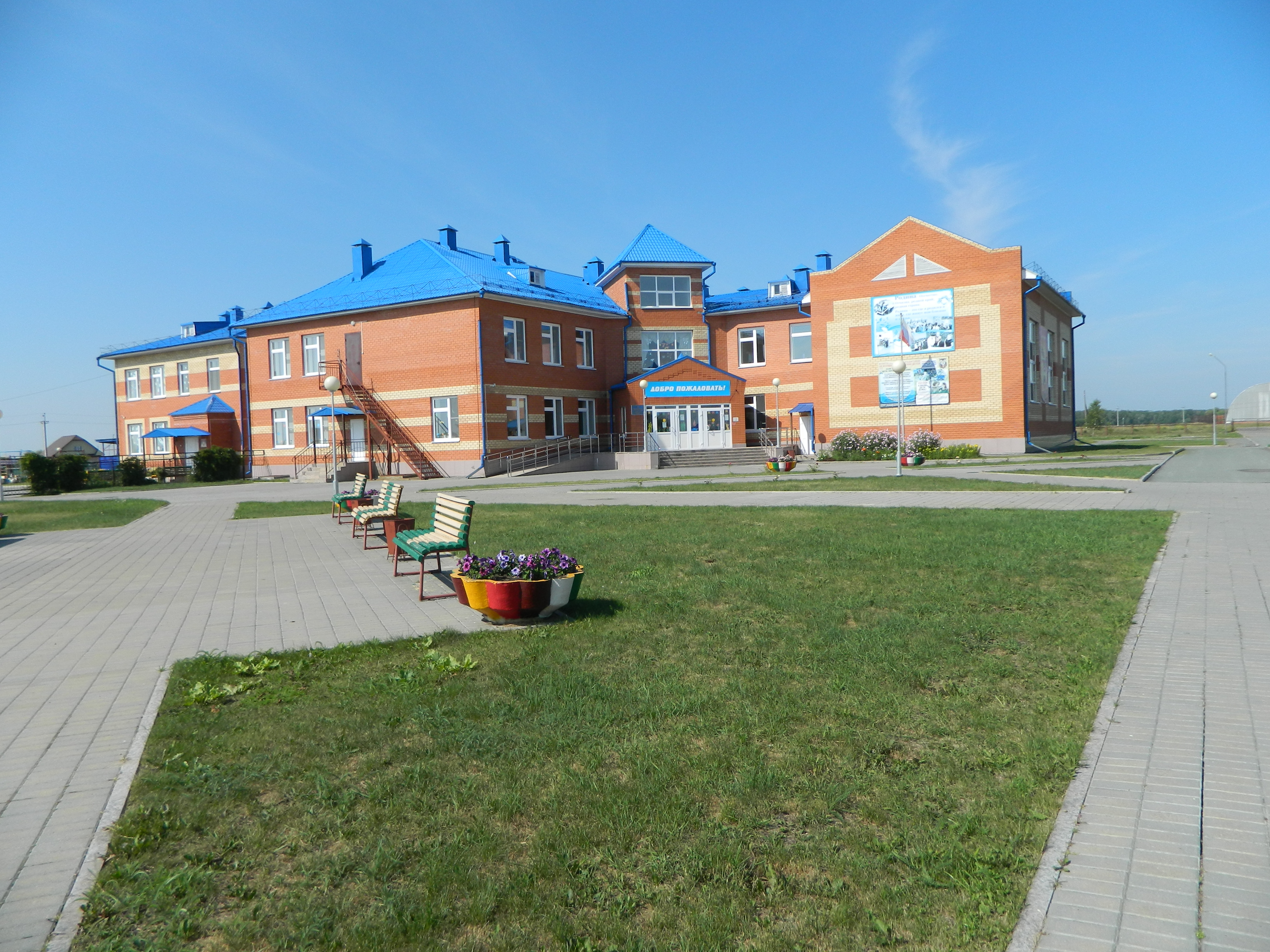
Школа
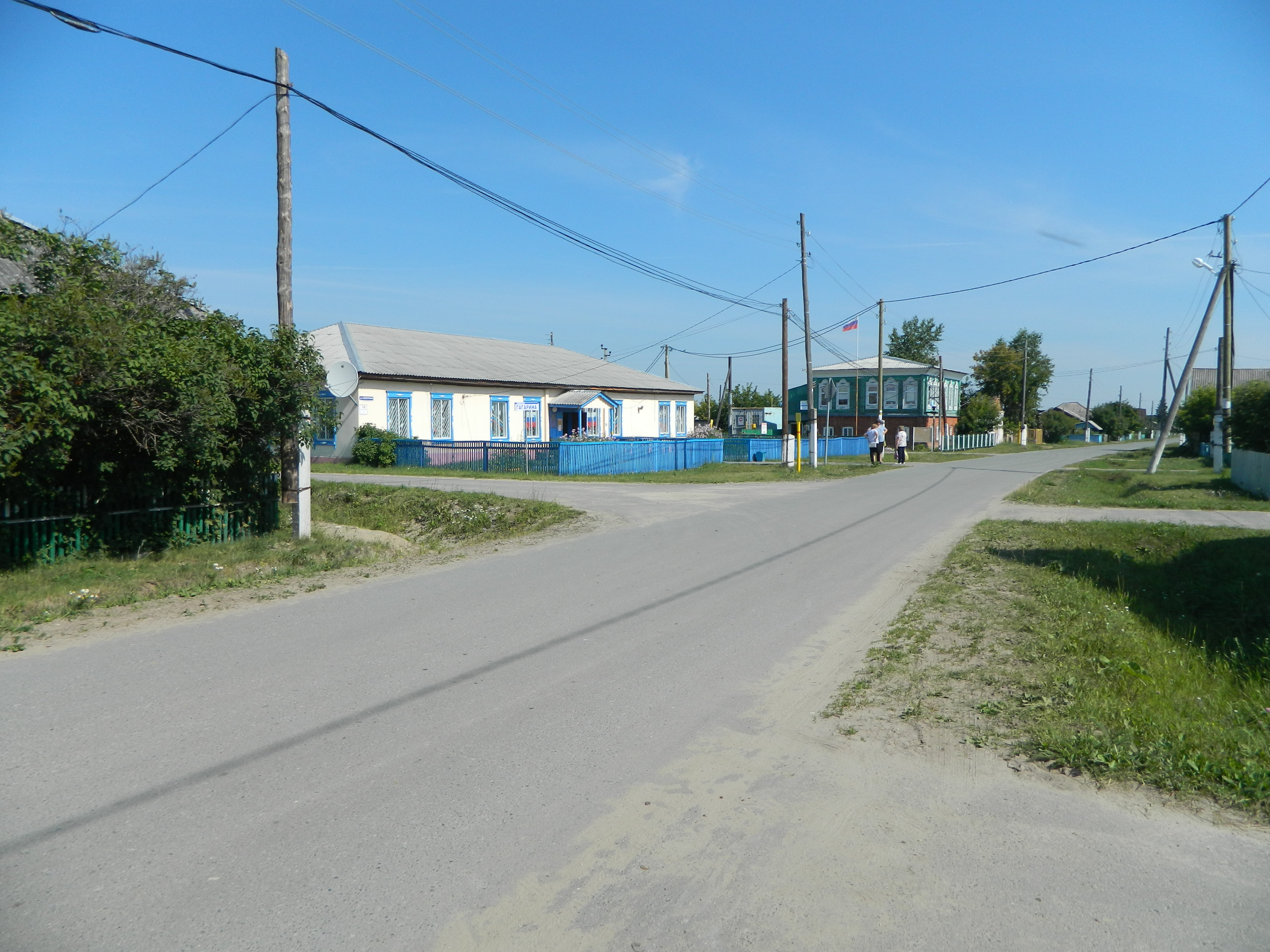
Клуб
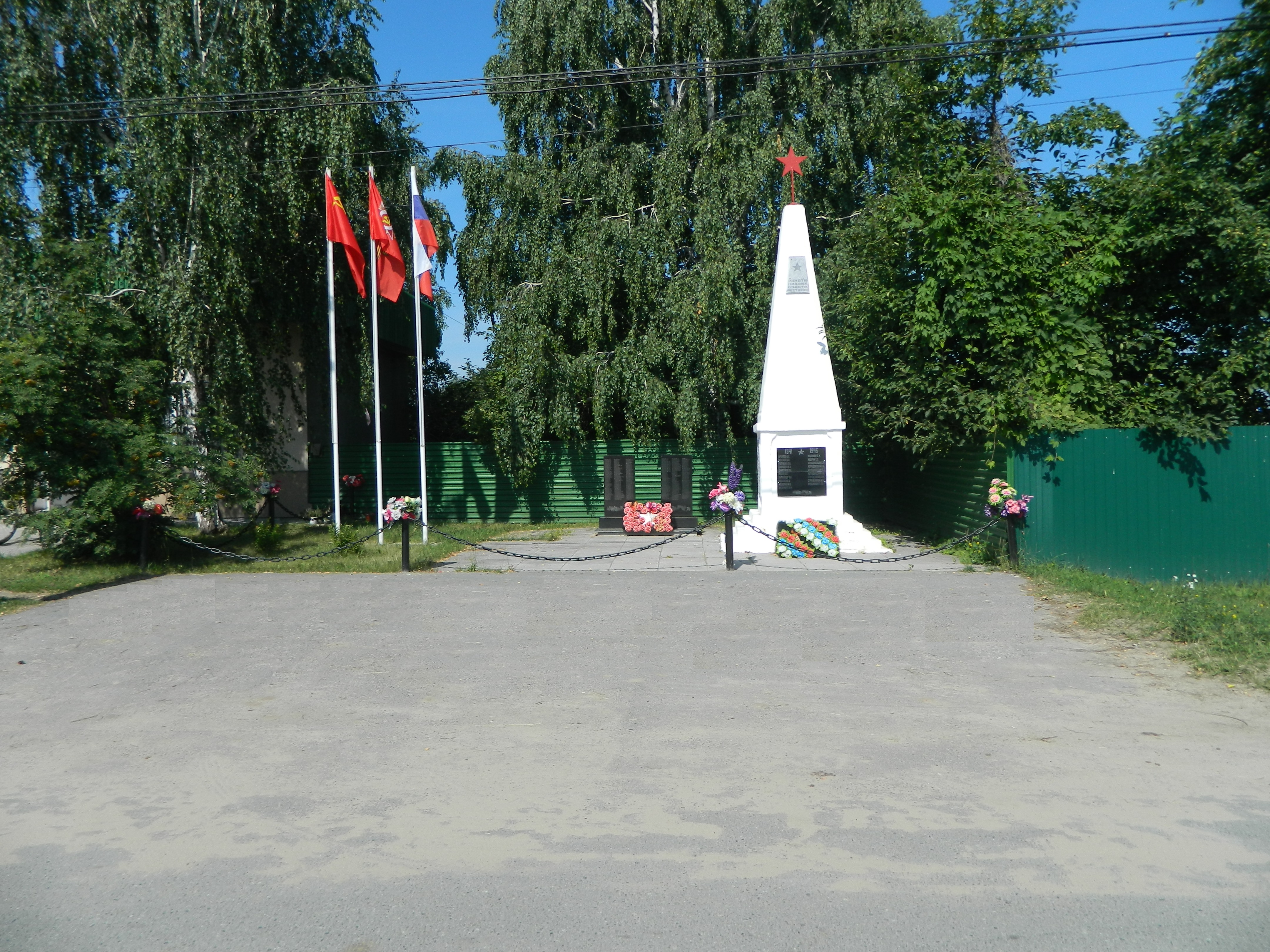
Памятник участникам ВОВ
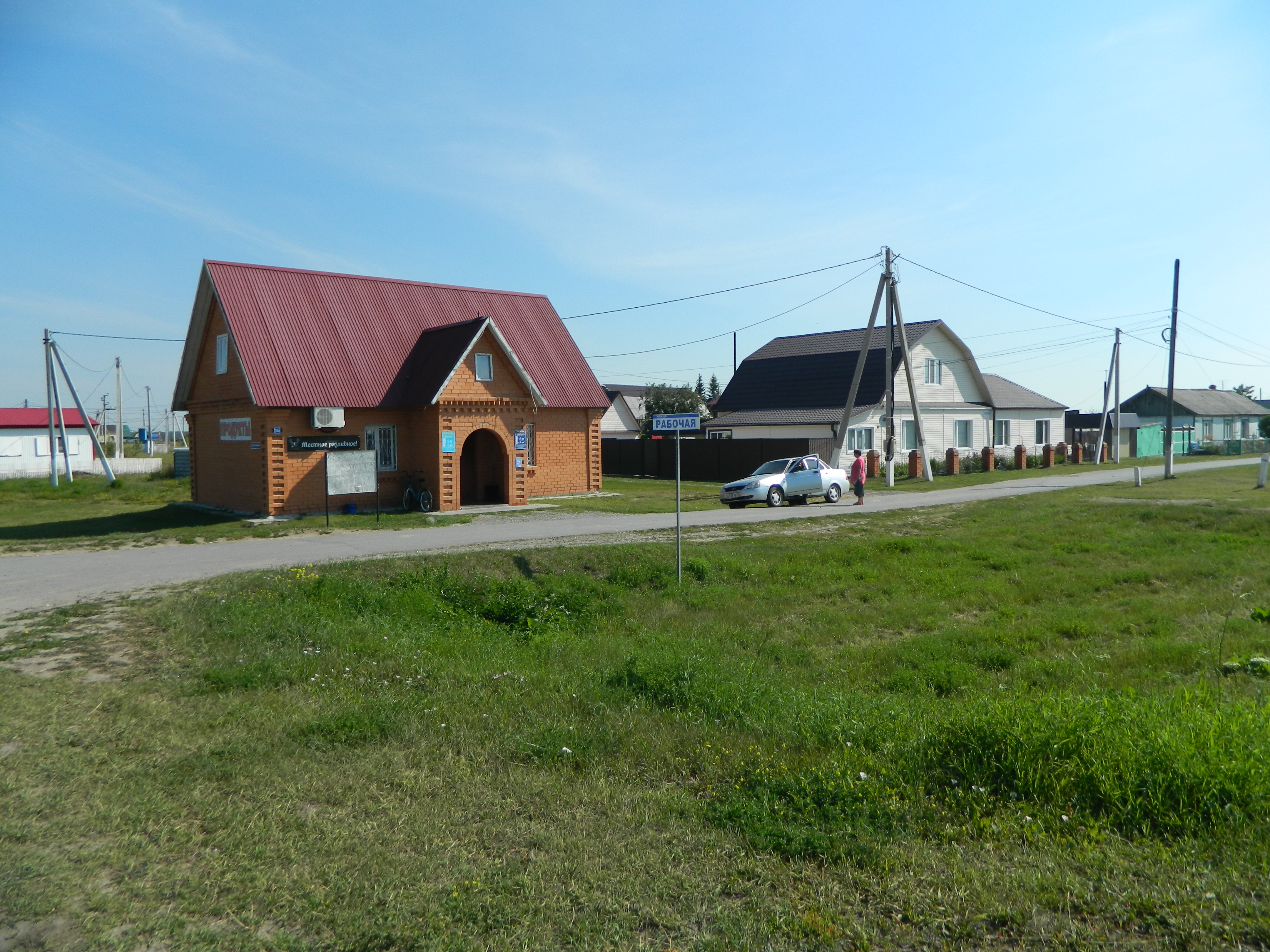
ул. Рабочая
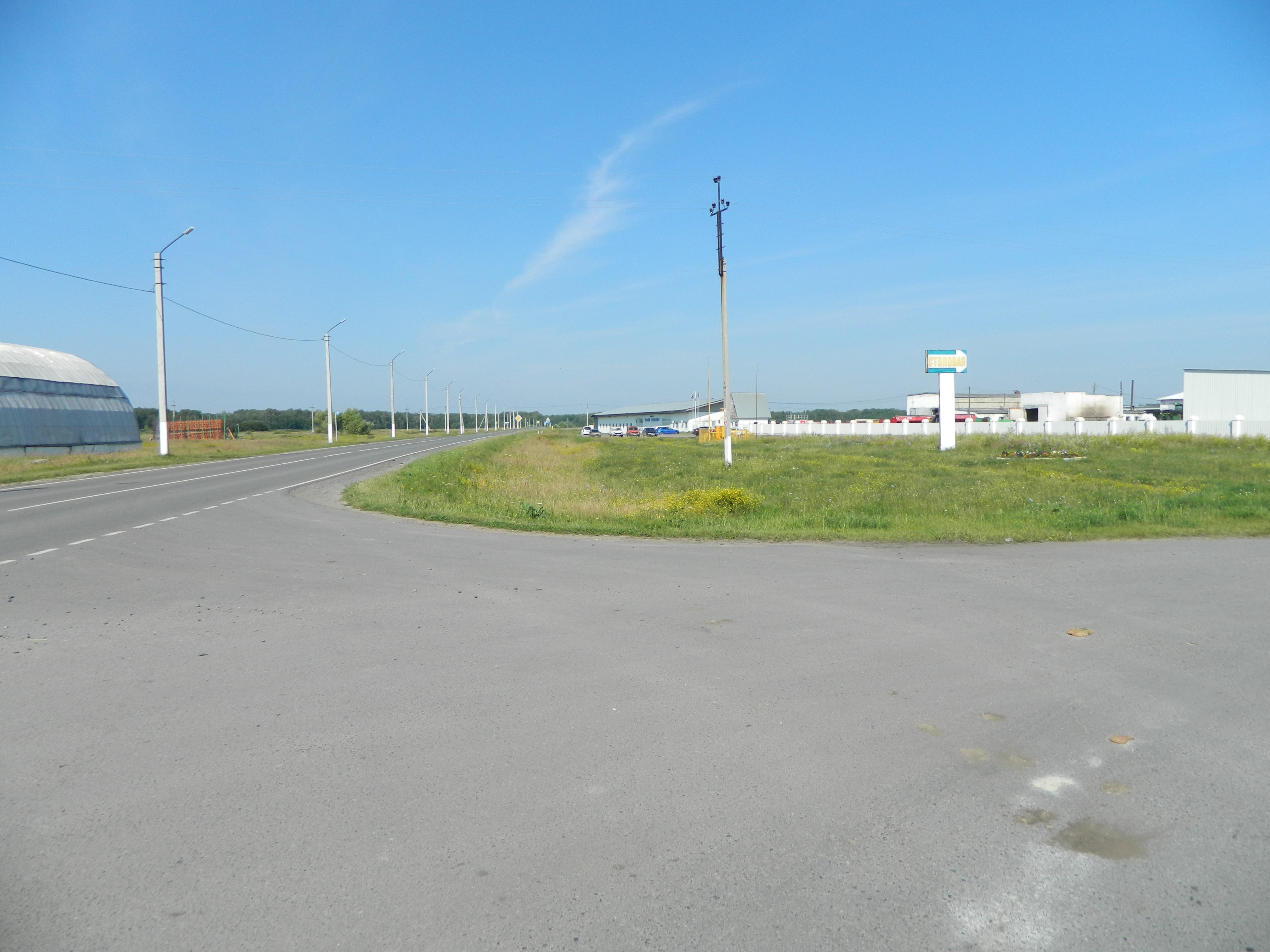
ул. Центральная
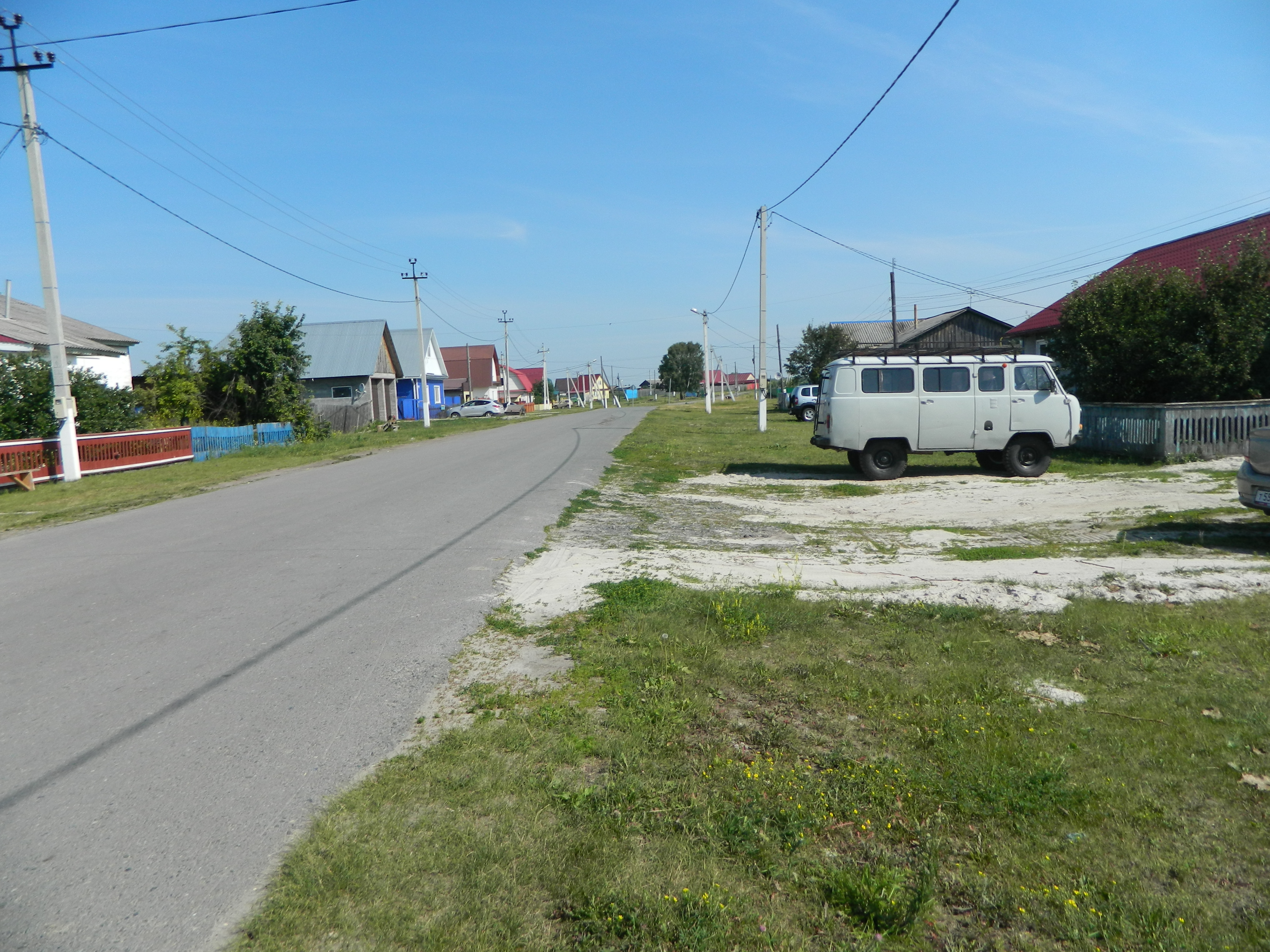
ул. Центральная
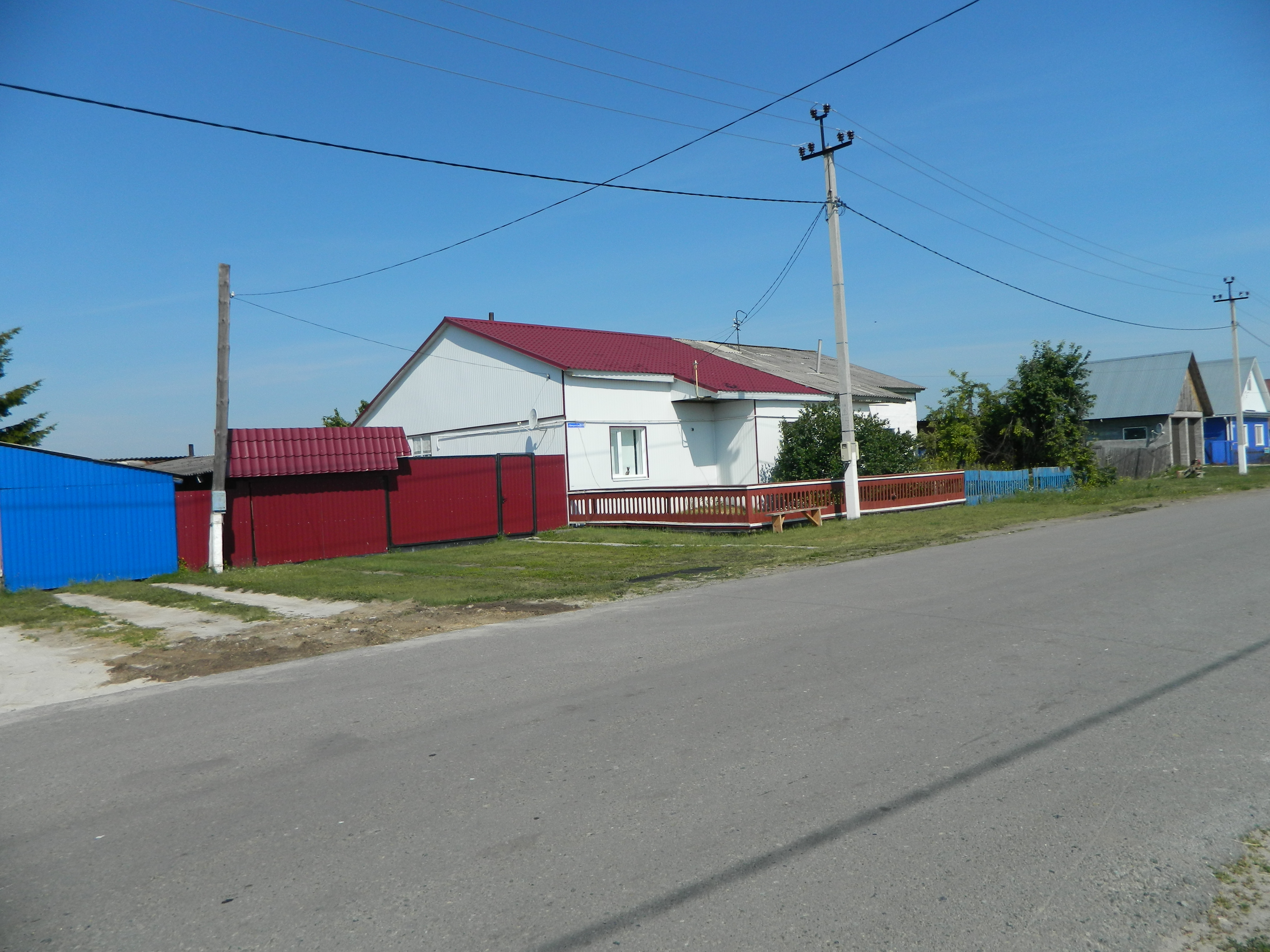
ул. Центральная
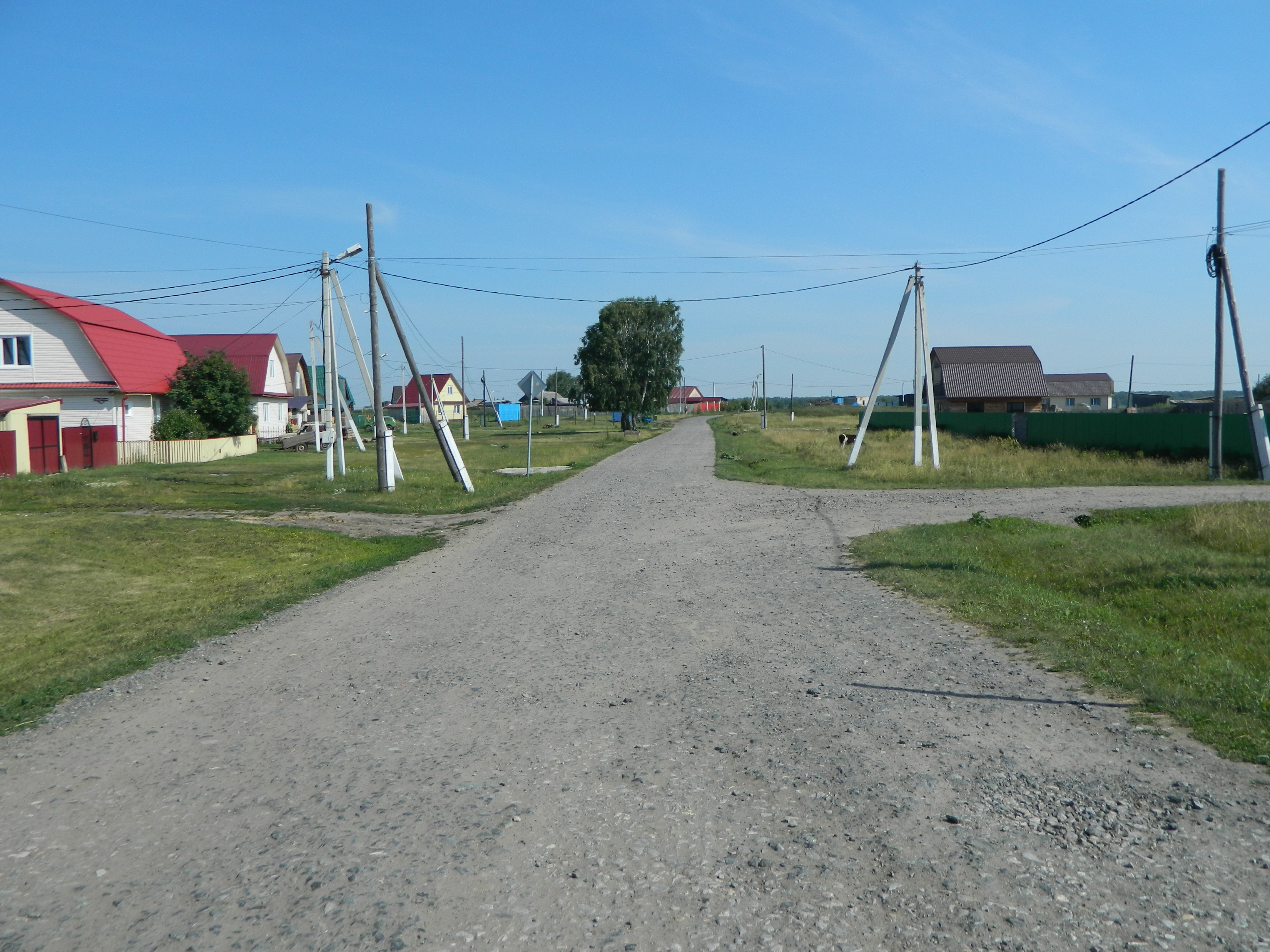
ул. Центральная
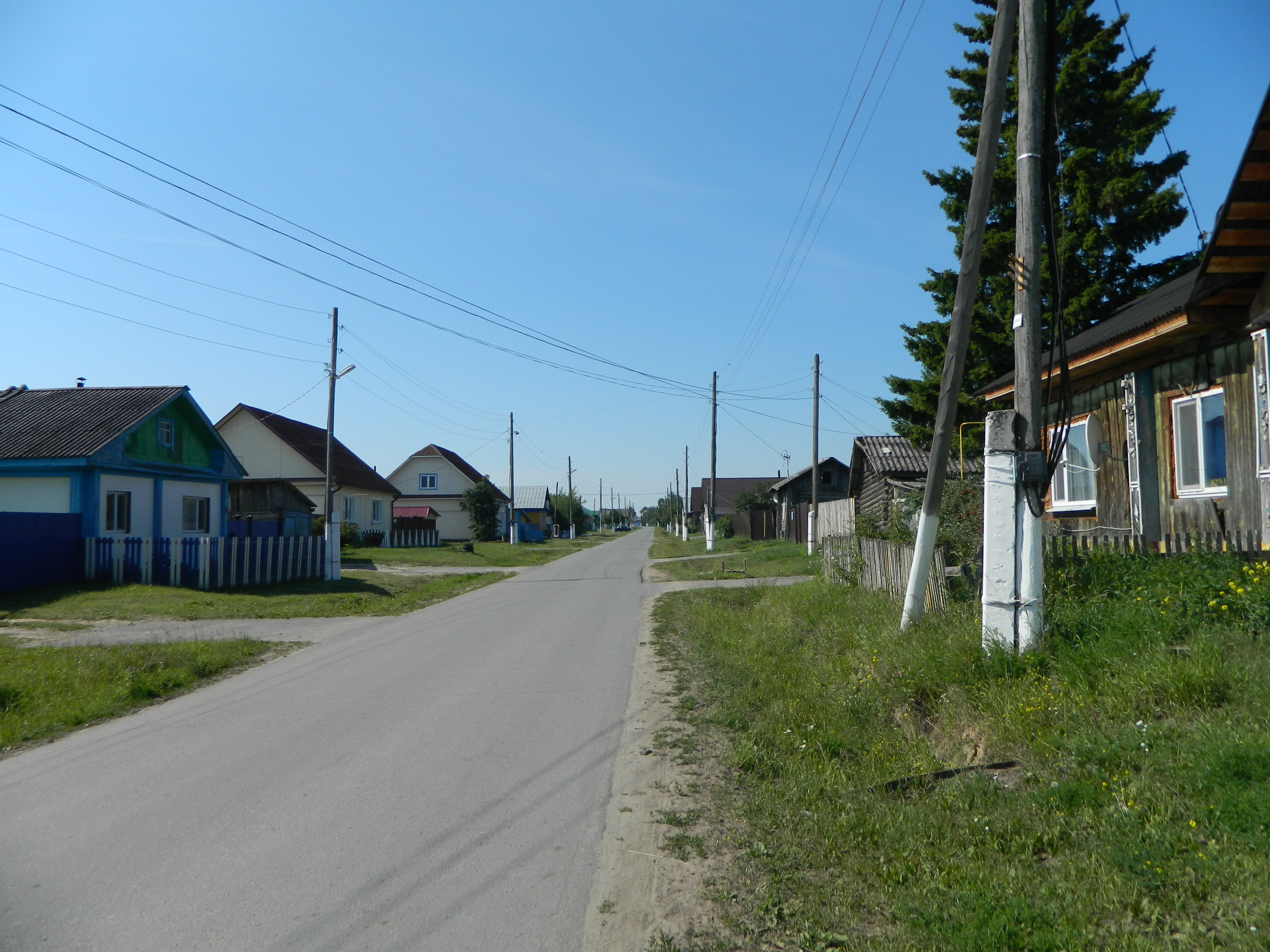
ул.Советская
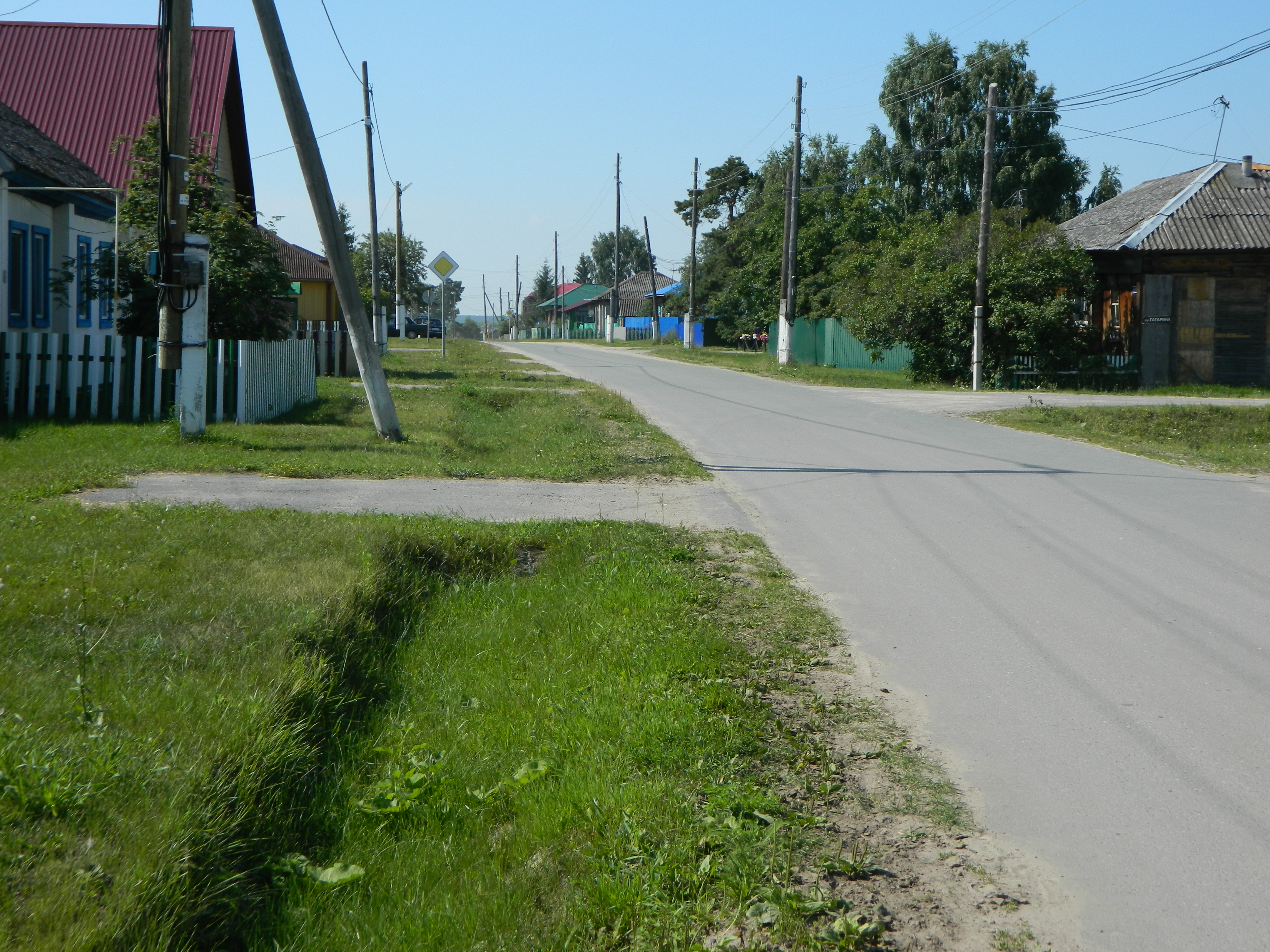
ул.Советская